# Pollok (Stati Uniti d'America)
Pollok è una comunità non incorporata degli Stati Uniti d'America, situata nella fascia nord-occidentale Contea di Angelina dello Stato del Texas.